# Sarasău
Sarasău is een Roemeense gemeente in het district Maramureș.
Sarasău telt 2514 inwoners.